# Chasa rumantscha

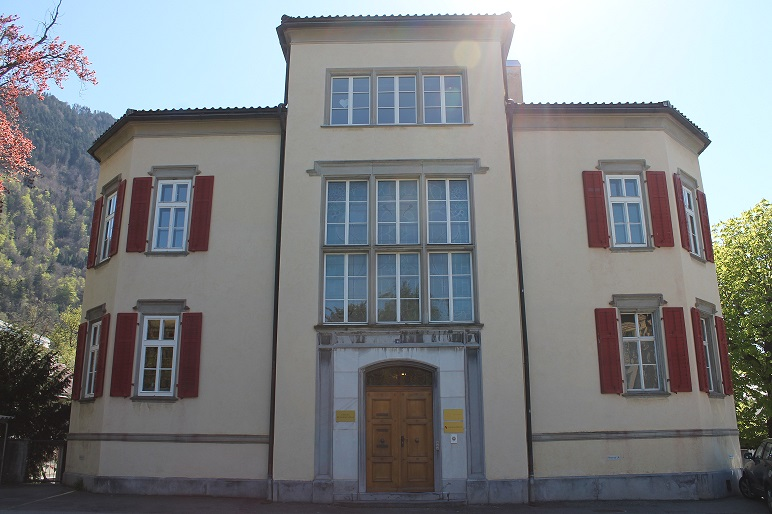
Chasa rumantscha in Chur

Die Chasa rumantscha (deutsch wörtlich Rätoromanisches Haus) ist eine Villa in der Plessurstrasse in Chur in der Schweiz. Das Gebäude ist im Besitz der Fundaziun Chasa Rumantscha und gilt als Zentrum der rätoromanischen Schweiz. Es dient als Sitz der Lia Rumantscha, der Dachorganisation der rätoromanischen Vereine.
Die Chasa Rumantscha wurde 1861 als Villa Zur Heimat vom Churer Kaufmann und Bürgermeister Johann Rudolf Wassali errichtet. Der Architekt des Gebäudes ist unbekannt. Das rechteckige Gebäude wurde im Stil des «romantischen Spätklassizismus» gebaut. Um 1900 wurde besonders das Treppenhaus im Jugendstil umdekoriert. Neben den Büros, dem Lager und Veranstaltungsräumen der Lia Rumantscha wird im Erdgeschoss ein öffentlicher Bücherladen betrieben. Die Lia Rumantscha nutzt das Gebäude seit 1944, welches davor als Privathaus diente. 2011 wurde es einer umfassenden Renovation unterzogen.